# کنود لئونارد کنودسن
کنود لئونارد کنودسن (انگلیسی: Knud Leonard Knudsen; ۶ سپتامبر ۱۸۷۹ – ۲۸ آوریل ۱۹۵۴) ژیمناست هنری اهل نروژ بود.